# Eduardo Maldonado
Eduardo Napoleón Maldonado Macías (Lamaní, departamento de Comayagua, Honduras; 6 de diciembre de 1960) es un periodista y presentador de noticias hondureño, fundador y propietario del canal de televisión HCH. Apoyó activamente al gobierno de Manuel Zelaya (2006-2009) a través de su programa Hable como Habla y fue precandidato presidencial por el Partido Liberal en las elecciones internas de 2008.

## Familia y estudios
Eduardo Maldonado nació en Lamaní del departamento de Comayagua el 6 de diciembre de 1960. Su madre es María Aracelia Maldonado Macías y su padre fue un militar salvadoreño de apellido Hill que los abandonó cuando Eduardo tenía tres años. Él y sus dos hermanos menores, Julio y Carlos René, fueron criados por su madre, quien trabajaba como maestra y los dejaba al cuidado de su abuela. Al salir del sexto grado, su madre le cambió el apellido de Hill a Maldonado, que es el mismo apellido que llevan sus dos hermanos.
Estudió en Lamaní hasta el quinto grado; su maestra era su tía, a quien Maldonado atribuye buena parte de su crianza. Según relata, al salir de la escuela vendía buhonería en las aldeas cercanas. Posteriormente fue enviado a estudiar a Tegucigalpa. Siempre estudió en instituciones públicas, hasta que se ganó una beca para estudiar magisterio y se graduó de profesor de primaria a los 17 años; luego ingresó a la Universidad Nacional Autónoma de Honduras en 1981 a estudiar periodismo.

## Carrera periodística
Mientras estudiaba en la universidad trabajó durante un tiempo en la Secretaría de Prensa del gobierno de Roberto Suazo Córdova. Trabajó en el periódico El Heraldo durante 10 años. Luego pasó de la prensa escrita a la radio, trabajó en el programa Interpretando la noticia de Radio América por otros 10 años, donde llegó a ser subcoordinador de prensa antes de dar el salto a la televisión.
El 15 de enero de 2001 empezó Hable Como Habla, un programa noticioso del Canal 11, pero fueron removidos. Pasaron a formar parte también de Maya TV (hasta 2009) y después de Radio Globo. Posteriormente, Maldonado solicitó una frecuencia en la televisión del país, pero ésta le fue negada en múltiples ocasiones. Y fue así como el 26 de agosto de 2010 lanzó su canal HCH vía satelital con 12 empleados, y todas las compañías de cable del país comenzaron a bajar su señal, luego se le fue dada una frecuencia, la del canal 40.
Hoy en día, Eduardo Maldonado es un reconocido periodista y dueño de uno de los canales más vistos y con mayor cobertura en Honduras. Aunque también ha sido criticado debido a sus comportamientos poco profesionales y comentarios fuera de lugar. En una ocasión fue criticado por pedir en vivo a los delincuentes que mataran en otro horario, pero no en el vespertino porque tenían "otros temas qué discutir". También en 2012 fue denunciado por el director de Derechos Humanos, Políticas Públicas y Acciones Afirmativas de la entonces Secretaría de los Pueblos Indígenas y Afrohondureños de verter comentarios contra la dignidad de los afrodescendientes en su programa.

## Incursión en la política

### Militante zelayista
Maldonado se había interesado por la política desde su trabajo en la administración del presidente liberal Roberto Suazo Córdova. En 2004 apoyó la candidatura interna de Manuel Zelaya en el Partido Liberal, de quien se convirtió en allegado. Según cuenta Maldonado, al ganar Zelaya la presidencia de la República, este reconoció su influencia mediática en la campaña y le ofreció ser ministro de la Presidencia, cargo que rechazó.
Maldonado apoyó activamente a Zelaya durante su gobierno. Manifestó su apoyo absoluto a la permanencia de Honduras en el ALBA y a la encuesta ilegal del proyecto de la "Cuarta Urna" que promovía el mandatario. En mayo de 2009, Maldonado conformó la mesa principal del "Frente Patriótico para la Defensa de la Consulta Popular y la Cuarta Urna”, creado en respuesta al "Frente de Defensa de la Constitución" y a los sectores que se oponían a la consulta. Ese año Maldonado recibió además sumas millonarias por parte del gobierno para publicitar las actividades de Casa Presidencial, incluyendo la Cuarta Urna, a través de su programa Hable como Habla.

### Precandidatura presidencial
A tres meses de iniciado el gobierno zelayista, Maldonado ya se preparaba para buscar la presidencia. El 15 de julio de 2008 inscribió legalmente su precandidatura a la presidencia con el movimiento "Ahora Sí", para participar en las elecciones internas de 2008 dentro del Partido Liberal. Sin embargo, dos semanas antes el Tribunal Supremo Electoral le había impuesto una multa de 900 mil lempiras por realizar propaganda política antes del plazo establecido en la Ley Electoral. Debido a esto, el 27 de agosto Maldonado anunció su renuncia como candidato del movimiento. El Presidente Zelaya, quien manifestó simpatía por la candidatura de Maldonado, exigió al Tribunal que la multa fuese retirada.
Finalmente Maldonado participó en las elecciones internas del 30 de noviembre de 2008, quedando en tercer lugar con 113,883 votos. Tras el golpe de Estado contra el Presidente Zelaya, Maldonado se mostró a favor de su restitución; sin embargo, a diferencia de Zelaya y sus partidarios, apoyó el proceso electoral de noviembre de 2009 y se sumó al movimiento del liberal Elvin Santos.

### Ofertas de candidatura
Maldonado no siguió a Zelaya como militante del partido fundado por este último, Libertad y Refundación, sino que siguió como militante del Partido Liberal. Debido a esto, en 2013 rechazó una propuesta del diputado de la Unificación Democrática, Marvin Ponce, de ser candidato a diputado por ese partido. También rechazó la propuesta del entonces candidato presidencial del Partido Anticorrupción, Salvador Nasralla, de unirse a ese partido y ser un posible candidato a la alcaldía de la capital.
De cara a las elecciones de 2017, Maldonado confesó que alcaldes del Partido Liberal le habían ofrecido una precandidatura presidencial, misma que rechazó para dedicarse a su medio de comunicación.
En abril de 2024, 18 de los 22 diputados liberales en el Congreso Nacional le pidieron a Maldonado ser un precandidato presidencial en las próximas elecciones. Solicitud que no ha sido contestada.

## Premios y reconocimientos
- Premio periodístico Rosario Sagastume viuda de Ferrari en junio de 2014, por parte del Congreso Nacional.[25]
- Reconocimiento por parte del medio Cholusat Sur como Personaje del año 2018, por el éxito de HCH.[26]
- Premio Álvaro Contreras al periodista del año, en mayo de 2023 por parte del Colegio de Periodistas de Honduras.[27]